# Sistema educativo de Alemania
El sistema educativo de Alemania es complejo, ya que la educación es competencia de los estados federados (Land, en plural Länder) y el Estado federal (Bund) juega un rol menor.

## Descripción
La educación infantil, de los tres a los seis años, es opcional. A partir de los seis años, es decir, desde el primer grado de primaria, la educación escolar es obligatoria y no se permite educar a los niños en casa, estando incluso penado por la ley. La única excepción que se contempla es en el caso de enfermedad grave del menor que no permita su escolarización.
Los criterios para la selección, los cuales se realizan en el proceso de la escuela, son las calificaciones alcanzadas durante la escuela primaria y la recomendación de su profesor de primaria. Por lo general, los padres no toman parte ni influyen en la decisión. Los niños se distribuyen entonces entre el Gymnasium (instituto que proporciona con el título de Abitur la vía a la universidad), la Realschule (instituto donde la enseñanza concluye dos años antes que en el Gymnasium y donde se obtiene el título de Mittlere Reife para pasar a formación profesional de segundo grado) y la Hauptschule (escuela cuya finalización permite acceder a la formación profesional básica). Tanto Abitur como Reife son términos indicativos de la madurez académica del alumno.
En algunos estados existe además la Gesamtschule, la cual, en vez de separar a los menores en tres escuelas diferentes, los mantiene unidos para ciertas asignaturas y para otras ofrece niveles diferentes. Al término de la Realschule, después del 10.º grado, y de la Hauptschule, después del 9.º grado, los alumnos realizan una formación profesional dual que les permite aprender un oficio alternando la asistencia a la escuela con el trabajo en una empresa.
Existe también la Förderschule (literalmente, escuela de fomento) para niños con discapacidades mentales o físicas.
Alemania cuenta con las así llamadas Auslandsschulen, que son escuelas alemanas en el extranjero, tanto para alemanes como para autóctonos del país de acogida. Las hay de diferentes clases y se caracterizan por recibir ayuda económica y técnica del país. Actualmente hay unos 135 colegios alemanes en el extranjero en más de 70 países. Cuentan con el apoyo de la Zentralstelle für das Auslandsschulwesen (Agencia Central de Escuelas en el Extranjero, ZfA).
El sistema educativo alemán ha sido muy elogiado a través de la historia. Sin embargo, los estudios PISA más recientes han demostrado que la separación de los niños a tan temprana edad no es positiva para su desempeño académico. La puntuación alcanzada por Alemania ha dejado mucho que desear y ha sido motivo de grandes discusiones entre políticos, medios y padres.
La asistencia a un Kindergarten es voluntaria y posible a partir de los tres años de edad. La educación preescolar en Alemania es lúdica y no incluye aprender a leer ni habilidades similares, las cuales se reservan para la escuela propiamente dicha. Los pequeños no se separan en grupos fijos, sino que los niños de todas las edades están juntos. Los «profesores» son por lo general mujeres y su educación se limita al Mittlere Reife, con una enseñanza de tres años no equivalente al estudio universitario de Párvulos o Educación Temprana en varios países de habla hispana.
La escuela primaria (Grundschule) dura entre cuatro y seis años (normalmente cuatro), según el estado federado. 
Los padres de niños en edad escolar tienen hoy en día muchas posibilidades a la hora de elegir la escuela primaria apropiada:
- Escuelas públicas. Las escuelas públicas son gratuitas y la mayoría de los niños acude a la escuela más cercana a su domicilio. Sin embargo, las escuelas suelen diferenciarse según el barrio y muchos padres prefieren mudarse a mejores zonas cuando sus hijos alcanzan la edad escolar obligatoria para que puedan acceder a mejores escuelas.[3] Es común que los niños vayan caminando a la escuela sin compañía de un adulto.
- Alternativamente existen escuelas privadas:
  - Pedagogía Waldorf (hasta 2007 existían 206 escuelas)
  - Método Montessori, que cuenta con 272 escuelas
  - Escuelas libres alternativas (Freie Alternativschule), con un total de 65 establecimientos
  - La iglesia protestante dirige 65 escuelas
  - La Iglesia católica tiene un total de 114 escuelas

En Sarre, Sajonia, Schleswig-Holstein y Renania-Palatinado todos los menores continúan juntos durante el quinto y sexto grado en lo que se conoce como Orientierungsstufe ('fase de orientación'). Este tipo de escuela es, en esos estados, la continuación de la Grundschule y se supone que debe ayudar a los profesores a obtener una mejor impresión del aprovechamiento de los alumnos antes de seleccionarlos para los tres diferentes tipos de escuela del sector secundario I. Este sistema es similar al que se sigue en Berlín y Brandeburgo durante el quinto y sexto grado de escuela primaria.
Al término de la Grundschule los educandos continúan con el nivel secundario I, después de que hayan sido seleccionados para los diferentes tipos de escuela:
- Hauptschule (la escuela básica) hasta 9.º grado, normalmente hasta los 15 años.
- Realschule (en Sajonia Mittelschule) hasta 10.º grado.
- Gymnasium hasta 12° o 13° grado, según el Land. El Gymnasium termina con el Abitur, el cual permite el acceso a cualquier universidad europea.
- Gesamtschule es una mezcla de todas las anteriores.

Al terminar la etapa secundaria I, los alumnos pueden comenzar un aprendizaje profesional en una escuela profesional o de oficios (Berufsschule). Los alumnos asisten a la Berufsschule por lo general solamente de dos a tres veces por semana y el resto de los días trabajan en una empresa. Esto es lo que se conoce como el sistema dual. La finalidad de la Berufsschule es que los escolares aprendan no solamente teoría, sino también la práctica de la profesión escogida. Sin embargo, es preciso añadir que solamente se puede realizar el sistema dual después de que el alumno haya sido aceptado en la empresa, lo cual no está garantizado. Durante el aprendizaje, el alumno se encuentra registrado en la Cámara de Comercio e Industrias (IHK) y recibe un salario de la empresa donde trabaja. Después de aprobar con éxito los exámenes de la IHK, recibe un certificado y está listo para empezar su vida laboral. El aprendizaje después de la etapa secundaria I tiene una duración de tres años.
El sistema educativo alemán es responsabilidad de los Länder (estados federados). El estado federal tan solo puede influenciarlo a través de ayuda financiera para los estados. Esta es la razón de las diferencias que hay entre un estado y otro. Lo que tienen en común los 16 estados federados es que la escolarización comienza en la Grundschule. Asimismo, todos los estados tienen un Gymnasium para los niños con más capacidades intelectuales y, exceptuando a Baviera, Sajonia-Anhalt, Brandeburgo y Turingia, todos tienen una Gesamtschule, aunque sea en formas diferentes. La Kultusministerkonferenz (Conferencia Permanente de los Ministros de Educación de los Länder, KMK) vela por la conformidad o comparabilidad de las enseñanzas y sus calificaciones en los estados federados.
El inglés es el único idioma extranjero obligatorio en las tres escuelas de la etapa secundaria I. En la siguiente etapa es posible escoger entre varios idiomas, por lo general latín, español, francés, ruso o italiano.
Existe también un Gymnasium nocturno para aquellos adultos que no pudieron completar su educación escolar durante la infancia o desean complementar su Mittlere Reife con un Abitur o Fachabitur.

## Historia
El sistema educativo alemán tiene sus orígenes en la Edad Media, donde la educación se daba básicamente en los monasterios y servía para formar a las nuevas generaciones de clérigos o bien en las escuelas de latín para educar a la aristocracia y después a la clase alta adinerada.

### La era prusiana (1814-1871)

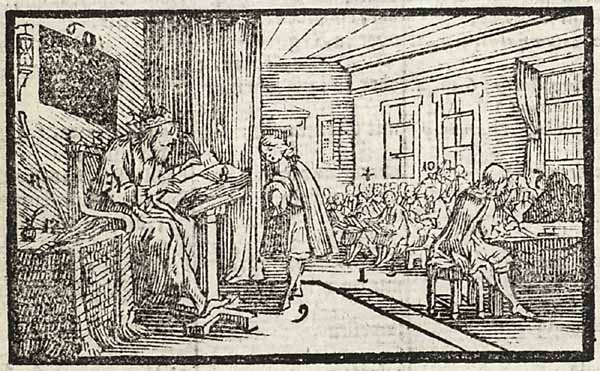
Escuela en el.

El luteranismo ha tenido a lo largo de la historia alemana una gran influencia tanto en la cultura como en la educación. Martín Lutero era partidario de la educación obligatoria y a través de él, ésta se expandió a lo largo del país. Durante el siglo XVIII, el Reino de Prusia fue uno de los primeros del mundo en introducir la educación primaria obligatoria y gratuita. Esta consistía en ocho años de Volksschule y proveía a los menores no solo de conocimientos académicos básicos (lectura, escritura y aritmética), sino también de una educación muy estricta basada en la disciplina, ética y obediencia. Los hijos de la aristocracia continuaban después de la Volksschule con la educación secundaria en una escuela privada. El resto de la población no tenía acceso a la educación secundaria.
En 1810, después de las guerras napoleónicas, Prusia introdujo un certificado estatal para ser profesor, el cual sirvió para mejorar considerablemente la calidad de la educación. El Abitur fue introducido en 1788 e implementado en todas las escuelas secundarias prusianas en 1812 y en el resto de Alemania en 1871.

### Imperio Alemán (1871-1918)

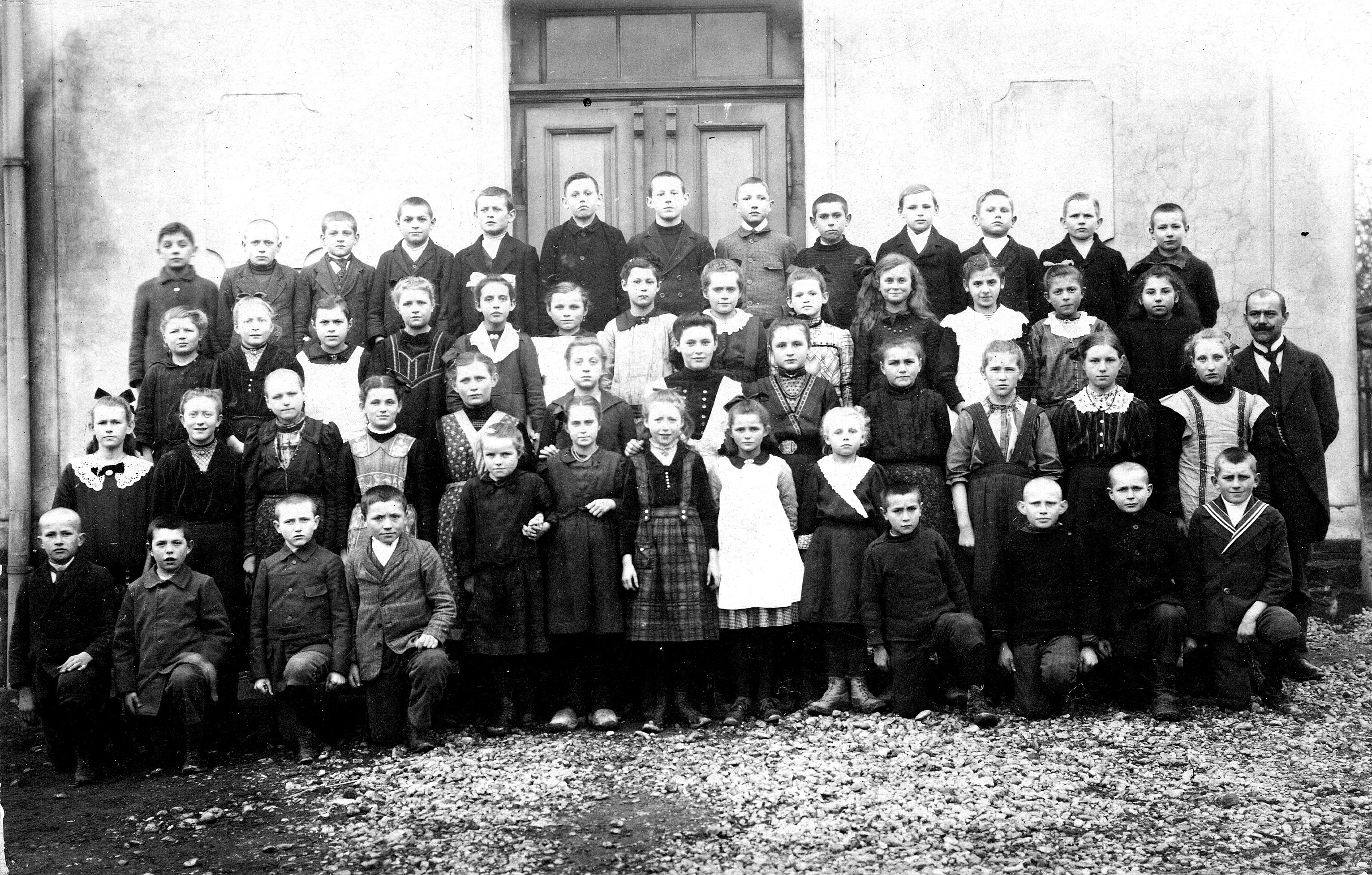
Alumnos del grado en una escuela de Leipzig en 1910.

Durante el Imperio alemán el sistema escolar se centralizó para poder establecer estándares en el sistema educativo. Con este fin se crearon cuatro clases de escuelas:
- Gymnasium clásico de nueve años (latín, griego y una lengua moderna)
- Realgymnasium de nueve años (matemáticas, ciencias naturales, latín y lenguas modernas)
- Oberrealschule de nueve años (ciencias, matemáticas y lenguas modernas)
- Realschule de seis años (que no permitía la entrada a la universidad y más bien preparaba a los alumnos para una formación profesional técnica).

Al comienzo del siglo XX estos cuatro tipos de escuelas alcanzaron el mismo rango y privilegio, aunque no el mismo prestigio. En 1872 el Estado prusiano fundó las primeras escuelas secundarias para mujeres.

### República de Weimar (1919-1933) hasta el presente

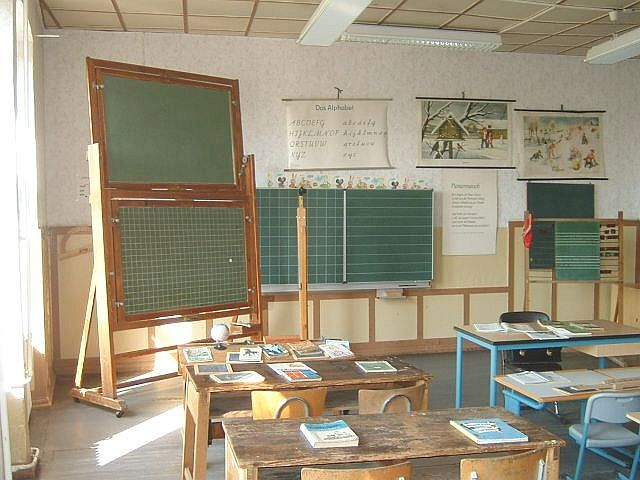
Aula escolar en 1930.

Después de la Primera Guerra Mundial, la República de Weimar estableció una educación primaria gratuita y universal (Grundschule). La mayoría de los alumnos continuaba en esta institución durante otros cuatro años y los que podían pagar una pensión iban a una escuela intermedia, llamada Mittelschule que tenía un currículo más exigente. Para entrar en una escuela secundaria, era preciso pasar un riguroso examen después del cuarto grado.
Durante la dictadura nazi (1933-1945), la ideología nacional socialista se incorporó a la educación escolar, pero el sistema permaneció igual.
Después de la Segunda Guerra Mundial, los Aliados se preocuparon de eliminar la ideología nazi del currículo escolar e instalaron sistemas educativos en sus respectivas zonas que reflejaban sus propias ideas políticas. En la constitución de 1949 (Grundgesetz), el Estado Alemán garantiza que los Länder tengan la soberanía sobre el sistema educativo. Por esta razón es aún hoy complicado para las familias que se mudan de un estado federado a otro.
Recientemente la Conferencia de Ministros de Educación ha acordado algunos estándares básicos de requerimientos escolares que deben cumplir todos los estados.
El castigo físico fue abolido en 1949 en la Alemania Oriental (RDA) y en 1973 en la Alemania Occidental (RFA). En este último caso, influyó bastante el Movimiento Estudiantil Alemán iniciado en los años 1960, cuando los estudiantes de las distintas universidades del país se cansaron del autoritarismo que caracterizaban la educación y las instituciones gubernamentales.

## Kindergarten

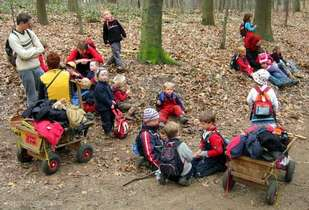
Niños de un Kindergarten en el bosque.

En Alemania, el Kindergarten complementa la educación familiar y les permite a los menores una educación más allá del entorno familiar. Por lo general, el Kindergarten es una especie de guardería o day-care donde los infantes juegan y cantan con el resto de niños. No suele haber grados o clases y todos los niños aprenden juntos, sin importar su edad. Muchos Kindergarten ofrecen paseos a bosques, zoológicos y museos en su programa.
El 86,9 % de los niños alemanes entre tres y seis años de edad asiste al Kindergarten aunque este no forma parte del sistema educativo obligatorio y por lo tanto los padres deben asumir los costes. Sin embargo, es posible recibir ayuda económica del Estado.
Tan solo en Berlín, Renania-Palatinado, Sarre, Hesse y Baja Sajonia son gratuitos, en el resto de los estados la pensión la fija la comuna en caso de que se trate de una institución pública. La educación preescolar en Alemania está dominada por las iglesias, ya que estas dirigen un gran número de Kindergarten. Para los padres de niños en edad escolar, no es sencillo encontrar un puesto libre en el Kindergarten de su barrio, y muchos padres se ven obligados a contratar junto a sus amigos o vecinos a una persona cualificada para el cuidado infantil. La tasa de mujeres que se quedan en casa para el cuidado de los hijos pequeños es en Alemania bastante alta en comparación con la del resto de Europa.

## Educación especial/Förderschule
La Förderschule (literalmente, escuela de fomento) es una escuela especial para niños con necesidades especiales que no pueden ser atendidos adecuadamente en una escuela general, sea esta Hauptschule, Realschule o Gymnasium. Niños con discapacidades físicas, psíquicas o inclusive con problemas de aprendizaje son enviados a una Förderschule. También adolescentes y niños con una conducta violenta o problemas de aprendizaje y que asisten a una escuela general pueden ser luego enviados a una Förderschule. Hay también la posibilidad de integración. El aprendizaje conjunto de los niños con y sin discapacidad debe convertirse en la norma, de acuerdo con la Convención sobre los Derechos de las Personas con Discapacidad. Los niños con discapacidades van a escuelas «generales» (Hauptschule, Realschule, Gymnasium o Gesamtschule) con niños sin discapacidades. Todos aprenden juntos, pero los niños integrativos reciben también una educación especial.
Las escuelas especiales son separadas por cada discapacidad:
- Escuela para niños con dificultades de aprendizaje
- Escuela para niños sordos
- Escuela para niños ciegos
- Escuela para niños con discapacidad física
- Escuela para niños con discapacidad mental
- Escuela para niños con dificultades de conducta
- Escuela para niños con dificultades de lenguaje

## Etapa primaria
A los 7 años, o 6 para los niños que cumplen años después de julio, comienza la educación escolar obligatoria, la cual incluye a la Grundschule en todos los estados.
- 1. Klasse (primer grado) ~ 7 años
- 2. Klasse ~ 8 años
- 3. Klasse ~ 9 años
- 4. Klasse ~ 10 años

En la escuela primaria los niños deben desarrollar su potencial intelectual y por lo tanto no se los califica con notas durante los primeros dos años. Los profesores hablan con los padres y evalúan oralmente a los alumnos. Por lo general no suele haber la posibilidad de repetir el año lectivo, ya que la idea es reforzar el aprendizaje a través de la pedagogía y no a través de la repetición del año escolar. Las materias más importantes son alemán y matemáticas, las cuales son complementadas con música, religión y competencias sociales. Aún no existe la diferenciación entre asignaturas y los profesores imparten todas las materias. La Grundschule suele usar una pedagogía innovadora, lo cual se muestra ya en la educación académica para los profesores primarios.

## Etapa secundaria I
- 5. Klasse ~ 11 años: Hauptschule/Realschule/Gymnasium (Grundschule en Berlín y Brandemburgo)
- 6. Klasse ~ 12 años: Hauptschule/Realschule/Gymnasium (Grundschule en Berlín y Brandemburgo)
- 7. Klasse ~ 13 años: Hauptschule/Realschule/Gymnasium
- 8. Klasse ~ 14 años: Hauptschule/Realschule/Gymnasium
- 9. Klasse ~ 15 años: Hauptschule/Realschule/Gymnasium
- 10. Klasse ~ 16 años: Realschule/Gymnasium

### Hauptschule

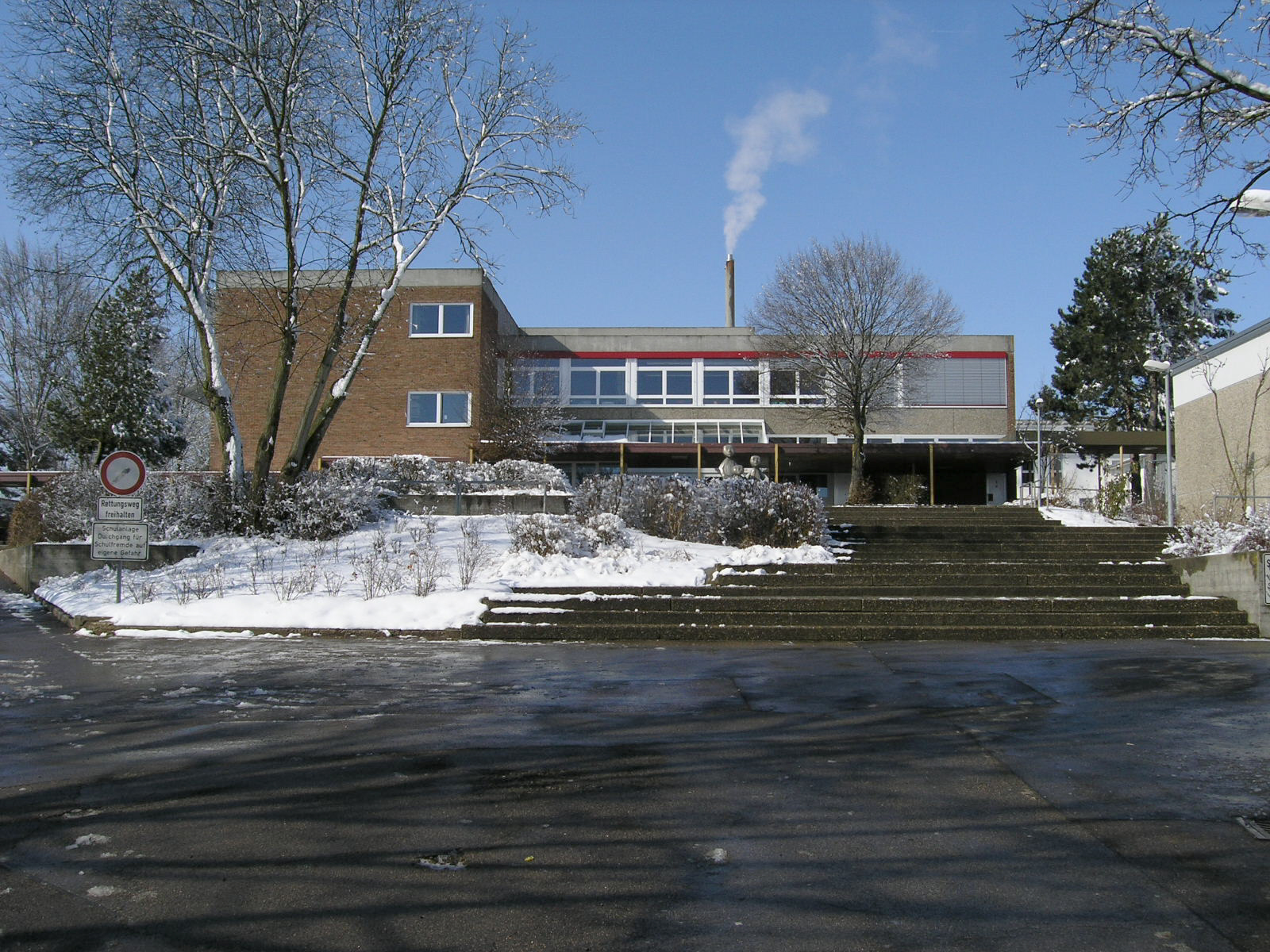
Hauptschule en Dornstadt.

La Hauptschule transmite un nivel básico de estudios y tiene una duración de cinco o seis años adicionales (dependiendo del Land). Este tipo de escuela debe preparar al alumno desde el comienzo para una formación profesional. La educación que los alumnos reciben es por lo tanto muy práctica y metódica en comparación con los otros dos tipos de escuelas del sector secundario I. La idea original era seleccionar a los niños según sus capacidades. Sin embargo, hoy en día esta teoría ha caído en desuso y tiene muy pocos adeptos. Hoy se habla de que se ha convertido en una Restschule, es decir, que todo aquel que no logra entrar en una Realschule, sea por su capacidad intelectual o entorno familiar, termina en la Hauptschule. Por esta razón muchos estados (por ejemplo, Sajonia) la han abolido por completo o la han fusionado con la Realschule. Por lo general, la cantidad de alumnos que continúa después de la Grundschule con la Hauptschule es mayor en el campo que en la ciudad.
El certificado que se obtiene al concluir la Hauptschule se llama Hauptschulabschluss. Originalmente, se suponía que los alumnos que obtenían el Hauptschulabschluss podrían aprender después un oficio artesanal, por ejemplo, zapatero, pintor o albañil. Sin embargo, hoy en día existen muy pocas posibilidades profesionales para los egresados de este tipo de escuela y la mayoría de los alumnos provienen de familias extranjeras. Muchos de los egresados se demoran más de un año en conseguir una empresa para realizar su formación profesional y muchos otros no consiguen ningún puesto de aprendizaje. Los alumnos que salen de una Hauptschule no tienen luego la posibilidad de realizar estudios universitarios. Los alumnos que tienen buenas notas al final de la 9.ª clase tienen la posibilidad de hacer la 10.ª clase y obtener la Mittlere Reife, que es el mismo que el Realschulabschluss. Una particularidad es que en Berlín no hay Hauptschule o Realschule, en la capital alemana estos dos tipos de bachillerato están unidos y se llama Integrierte Sekundarschule.

### Realschule

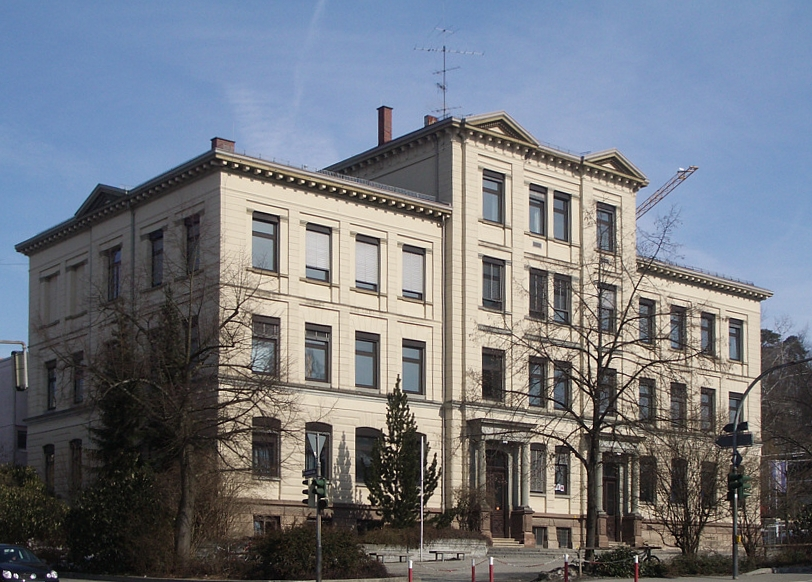
Realschule en la ciudad de Ravensburg.

La Realschule tiene una duración de seis años, hasta décimo grado. Originalmente la Realschule se concibió como el camino intermedio entre la Hauptschule y el Gymnasium y se supone que debe proveer a los alumnos una educación general de nivel intermedio. Los egresados de la Realschule formaban entonces la tradicional clase burguesa intermedia. Este tipo de escuela debía cubrir la demanda de trabajadores mejor cualificados para la industria y los servicios. Su éxito radica en que ha sabido adaptarse a los cambios en la sociedad, de una economía industrial a una de servicios.
El título obtenido al término de la Realschule se llama Mittlere Reife y también se consigue si se abandona el Gymnasium después del nivel secundario I. Este diploma permite el acceso a mejores formaciones que las de la Hauptschule e inclusive posibilita continuar con un Fachabitur, un diploma especializado en ciertas asignaturas que permite el acceso a la universidad normal o a una de ciencias aplicadas. Luego del Mittlere Reife es posible realizar un aprendizaje de Bankkaufmann, es decir, empleado bancario, y de otros muchos sectores industriales y de servicios. Los aprendizajes suelen ser más bien de empleado de terno y corbata, pero también es posible, por ejemplo, realizar una formación de mecánico automotriz.
Por estas razones, la Realschule ofrece muchas oportunidades para sus alumnos, y la mayoría de los padres de familia prefiere la Realschule a la Hauptschule.

## Etapa secundaria II
- 11. Klasse ~ 17 años: Gymnasium
- 12. Klasse ~ 18 años: Gymnasium

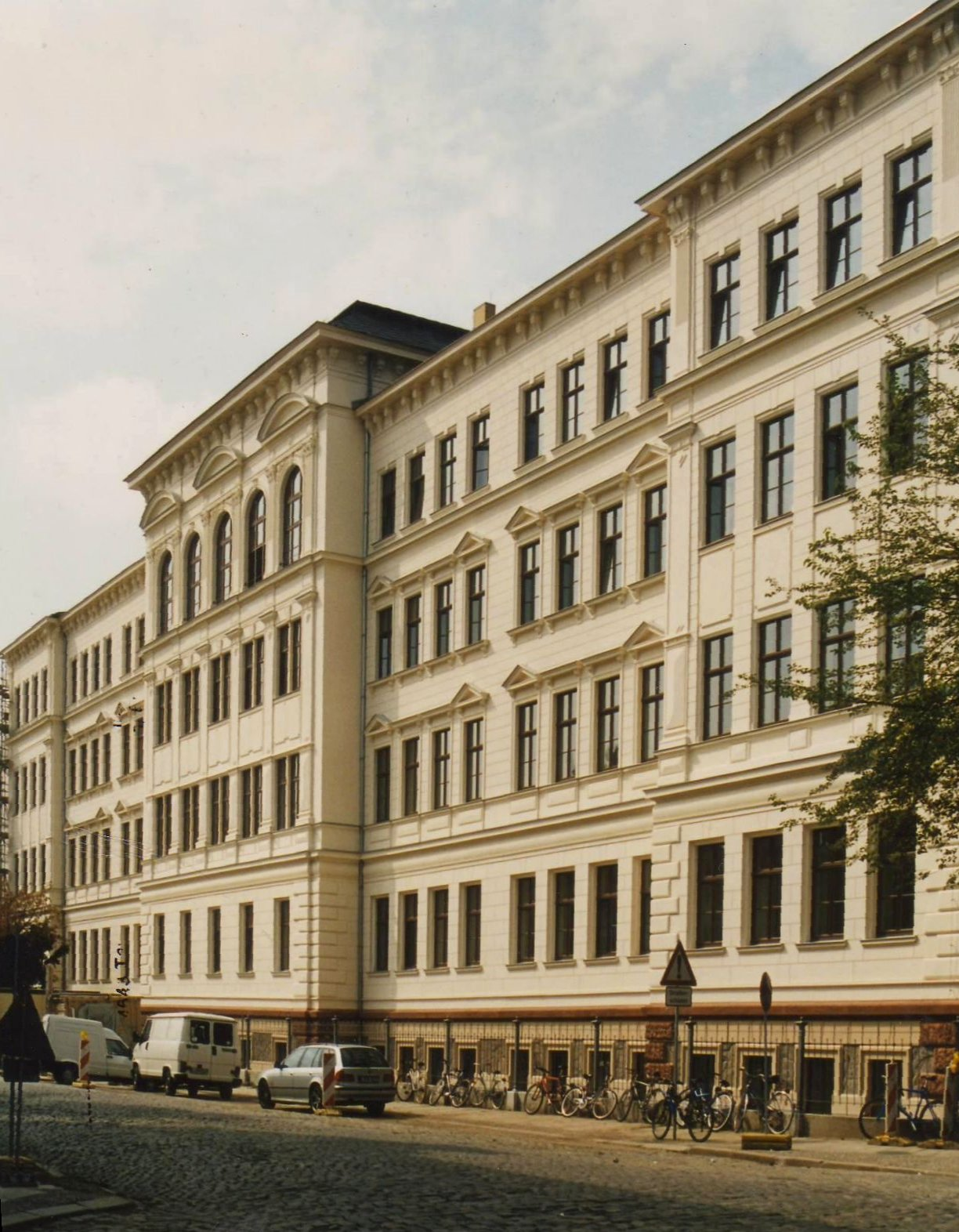
Gymnasium Thomasschule de Leipzig.

- 13. Klasse ~ 19 años: Gymnasium: solo existe en algunos Länder y en 2004 se empezó a suprimirla.

El Gymnasium tiene una duración de ocho o nueve años (según el Land) y al terminarlo con el Abitur permite asistir a la universidad. Esta escuela incluye la etapa secundaria I y la II desde el quinto grado. Así, el sistema escolar alemán tiene una duración total de Grundschule más Gymnasium de doce o trece años, para los alumnos que se deciden o son recomendados para esta escuela. Hoy en día, la mayoría de los niños salen de la Grundschule para entrar directamente al Gymnasium, ya que este abre el camino más directo al Abitur y ofrece una mayor cantidad de posibilidades profesionales.
El Abitur es el diploma que se obtiene al terminar el Gymnasium con éxito y este permite asistir directamente a la universidad en toda Europa sin necesidad de exámenes extras o de ingreso, como es el caso de la prueba de acceso a la Universidad, PAU, en España o el vestibular en Brasil. Los exámenes del Abitur son tanto orales como escritos y duran varias horas por materia. Los alumnos tienen por lo general dos semanas de exámenes. En el certificado de graduación aparecen tanto las notas alcanzadas durante los dos últimos grados, como las calificaciones del Abitur. La nota que los alumnos alcancen en este examen es muy importante para su futuro profesional, ya que de ella depende dónde y qué carrera pueden estudiar en la universidad. Para estudiar Medicina, por ejemplo, se necesita un promedio de 1,2, es decir, un "sobresaliente alto". (Véase (aquí) la tabla de calificaciones de Alemania.)
De la etapa secundaria II también forman parte las Berufsschulen, es decir, los institutos de formación profesional dual. Por lo tanto, los regresados de un Gymnasium que se deciden por una formación profesional luego del Abitur, la cual en su caso dura tan solo dos años, cursan la etapa secundaria II dos veces.

## Año lectivo
El año lectivo comienza en agosto después de las vacaciones de verano y se divide en dos semestres. Según el estado, hay un mínimo de doce semanas de vacaciones, sin contar los festivos oficiales.
Aunque las fechas varían entre los Länder, por lo general las vacaciones de verano duran seis semanas y las de Navidad dos. Además, los alumnos tienen vacaciones en primavera, coincidiendo con Semana Santa, y en otoño.
Las libretas de calificaciones se entregan a los padres en febrero y junio o julio, según el estado. Los estudiantes que no alcancen la nota mínima requerida deben repetir el año escolar.

## Sistema de calificación Alemania
Las notas de calificación alemanas varían entre 1 y 6, pudiéndose obtener calificaciones con decimales (tales como 1,3 o 2,7). La máxima nota es el 1 (sobresaliente), y 6 la peor, «muy deficiente». La nota mínima para aprobar el grado es el 4, «suficiente».

## El día a día en una escuela alemana
Aunque los alumnos alemanes no se diferencian sobremanera de los estudiantes de otras partes del planeta, existen algunas diferencias organizativas.
- Cada generación forma una clase, la cual permanece junta durante la Grundschule, es decir, del primer al cuarto grado. En la etapa secundaria I, que normalmente se cursa en otro centro, se forman nuevas clases. En la etapa secundaria II no suele haber clases, porque cada alumno tiene su propio horario.
- A diferencia de otros países, cada clase tiene su propia aula y es el profesor quien tiene que cambiar de aula. Solamente Deportes, Arte, Ciencias Naturales y Música son impartidas en aulas adecuadas especialmente para estas asignaturas.

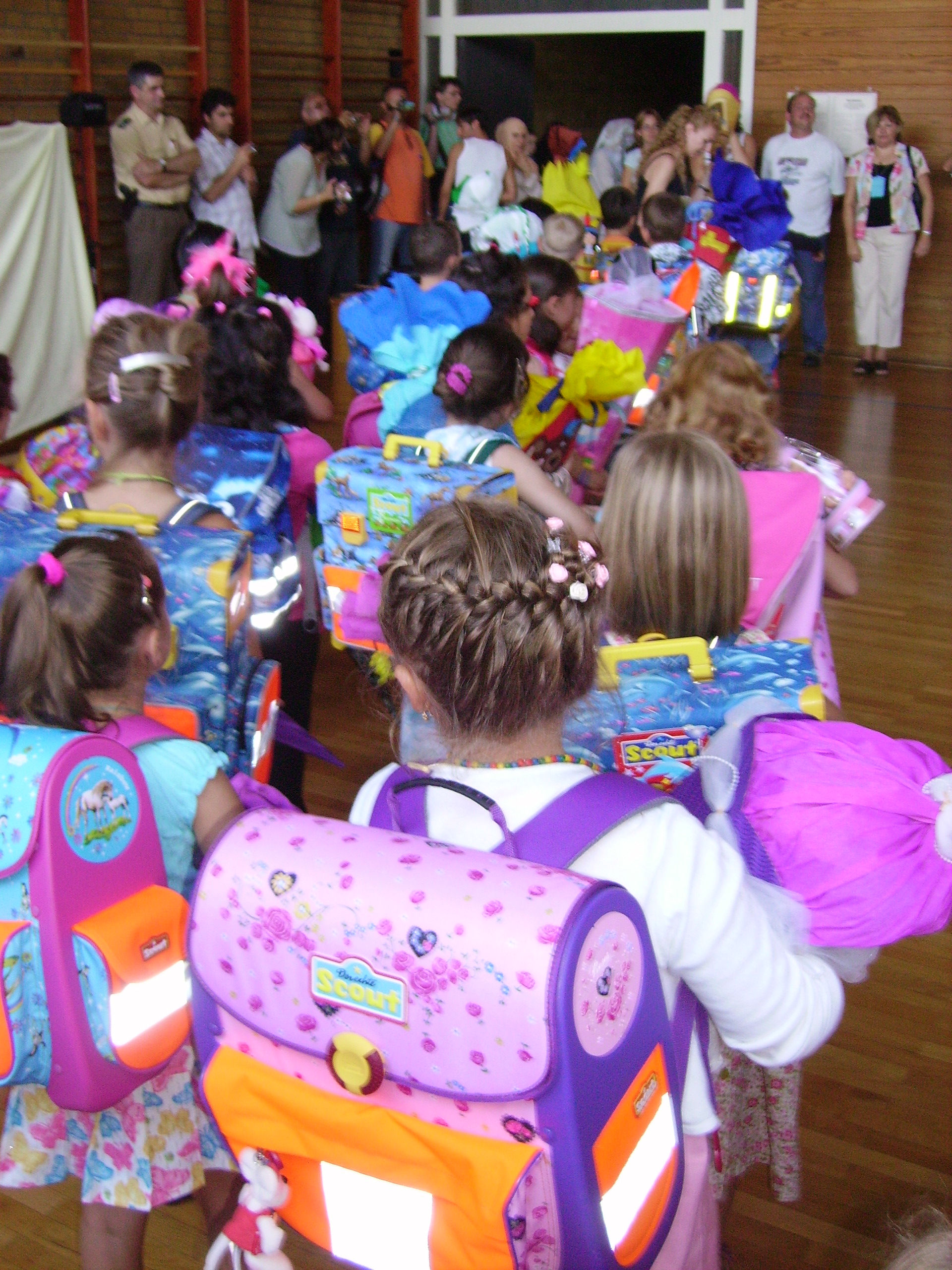
Niños en su primer día de clases con las típicas mochilas alemanas Scout.

- En las escuelas alemanas no hay guardias de seguridad, mucho menos con armas de fuego. Últimamente en algunas Hauptschulen y Realschulen en ciudades grandes y con más violencia que el promedio se han contratado servicios de seguridad sin armas de fuego en algunos barrios problemáticos para que escolten a los estudiantes de un edificio al otro o controlen la entrada al colegio.
- Los alumnos se sientan en mesas, y no pupitres, de dos escolares por mesa pero en general se puede elegir libre la distribución de los asientos.
- El uniforme no existe ni siquiera en las escuelas privadas.
- Las escuelas empiezan entre las 8:00 y las 8:15 de la mañana y pueden terminar a las 12:00 horas en la Grundschule y a las 14:00 en secundaria antes del almuerzo. Las clases por las tardes son muy comunes y los alumnos pueden realizar lo que deseen durante la hora del almuerzo. Desde 2004 muchos estados han empezado a adaptar sus escuelas para impartir clases todo el día (Ganztagsschule). Esto quiere decir que se ha construido una cantina y los alumnos también tienen la oportunidad de hacer sus tareas bajo la supervisión de profesores. La idea es que una Ganztagsschule les permita a los padres y las madres trabajar a tiempo completo y refuerce el rendimiento de los estudiantes.
- Los periodos de clase se dividen en 45 minutos exactamente en todas las escuelas. El comienzo de cada clase se anuncia con un timbre y en algunos casos con música.
- Los exámenes son obviamente supervisados y por lo general se trata de ensayos y no de opción múltiple pero en general los profesores pueden elegir la forma de los exámenes libre. Muchas veces un examen consiste en dos o tres preguntas de ensayo. Durante el nivel secundario I los exámenes suelen durar dos periodos y durante el nivel secundario II pueden inclusive llegar a durar cuatro periodos sin pausa.
- En todas las escuelas los alumnos aprenden inglés durante un mínimo de 5 años. Los estudiantes que terminan la Hauptschule por lo general tienen un nivel muy rudimentario de inglés y no son capaces de mantener una conversación. En la Realschule los niños pueden aprender más adelante otro idioma más y en el Gymnasium por lo general se aprenden dos o tres idiomas en total, aunque quienes se decantan por las ciencias naturales suelen aprender solo dos.
- Los niños suelen ir solos a todas las escuelas, ya sea caminando, en bicicleta o en transporte público. No existen autobuses exclusivos para los escolares. No es necesario que los padres recojan a los menores de la escuela aunque muchos lo hacen. Tampoco está prohibido salir del colegio en las pausas. Las puertas suelen estar abiertas todo el día.
- Muchas escuelas ofrecen actividades extracurriculares gratuitas, tales como deportes, idiomas, teatro y música.
- Las escuelas tienen estudiantes del nivel secundario II que hacen de mediadores para resolver conflictos entre sus compañeros más pequeños.
- No suelen existir equipos deportivos y competencias entre escuelas.
- Es posible, aunque no fácil, cambiar de una Hauptschule a una Realschule y de una Realschule a un Gymnasium. Más fácil cambiar en la otra dirección, es decir de un Gymnasium a una Realschule o de una Realschule a una Hauptschule
- El castigo físico fue abolido en 1949 en la Alemania Occidental y en 1973 en la Oriental, que se reunificaron en 1990.
- El cuarto grado de primaria suele ser una clase muy exigente y estresante para los alumnos y sus familias. Los padres y los niños saben que su futuro depende de las notas que alcancen durante ese año y el nivel de exigencia para los menores es inmenso.
- Al terminar el Gymnasium, muchos recién graduados realizan un año de intercambio, de trabajo social voluntario y los hombres no deben más hacer obligatoriamente el servicio militar o servicio social. Por lo tanto, la edad promedio de los graduados universitarios en Alemania es superior al promedio europeo.

### Horario modelo
Los alumnos tienen aproximadamente entre 30 y 40 clases de 45 minutos por semana. Muchas escuelas del nivel secundario I y II acostumbran hoy en día a enseñar por periodos de 90 minutos, el cual equivale a dos periodos normales uno tras otro. Los alumnos tienen por lo general 12 asignaturas obligatorias, las cuales consisten en dos o tres idiomas extranjeros (el primero se aprende durante 9 años y el segundo durante un mínimo de tres), Física, Biología, Química, Matemáticas, Música, Historia, Alemán, Geografía, Religión o Ética, Deportes y Estudios Sociales (esta asignatura tiene distintos denominaciones y corresponde a educación cívica ciudadana).
Una pequeña cantidad de actividades extracurriculares (AG) se ofrecen por las tardes. En la mayoría de los colegios tan solo Coro u Orquesta, en algunos establecimientos también se ofrecen Idiomas, Teatro o Deportes. Estas actividades son voluntarias y no son calificadas. Sin embargo, la mayoría de los alemanes realizan durante su tiempo libre actividades en Vereine, es decir, asociaciones, y no en la escuela.

#### Sector secundario I

##### Gymnasium
| Hora              | Lunes  | Martes   | Miércoles   | Jueves | Viernes  |
| ----------------- | ------ | -------- | ----------- | ------ | -------- |
| 07:30-08:15       | Inglés | Física   | Biología    | Física | Francés  |
| 08:20-09:05       | Inglés | Física   | Biología    | Física | Francés  |
| 09:05-09:25       | Pausa  | Pausa    | Pausa       | Pausa  | Pausa    |
| 09:25-10:10       | Latín  | Alemán   | Matemáticas | Latín  | Alemán   |
| 10:15-11:00       | Latín  | Alemán   | Matemáticas | Latín  | Alemán   |
| 11:00-11:15       | Pausa  | Pausa    | Pausa       | Pausa  | Pausa    |
| 11:15-12:00       | Música | Historia | Deporte     | Inglés | Religión |
| 12:05-12:50 p. m. | Música | Historia | Deporte     | Inglés | Religión |

Este horario escolar refleja una semana típica para un noveno grado de Gymnasium en Renania del Norte-Westfalia. Hasta el año 2013 el sistema educativo cambiará de 9 a 8 años de Gymnasium. Los niños tienen clases en tres bloques de dos clases, cada una de 45 minutos. Después de cada bloque hay dos pausas de 15-20 minutos. Un día normal tiene tan solo 6 horas de clases, pero suele haber días en que los adolescentes tienen 10 horas de clases, hasta las 16 horas. Los profesores dedican a las materias complementarias dos horas a la semana y a las materias más importantes tres. En este caso, la enseñanza del latín ocupa cuatro horas, porque los alumnos acaban de empezar a aprenderlo en ese año.

##### Realschule
| Hora              | Lunes       | Martes   | Miércoles         | Jueves      | Viernes           |
| ----------------- | ----------- | -------- | ----------------- | ----------- | ----------------- |
| 07:45-08:25       | Informática | Física   | Matemáticas       | Geografía   | Química           |
| 08:35-09:20       | Informática | Biología | Economía          | Economía    | Alemán            |
| 09:30-10:15       | Inglés      | Deportes | Biología          | Matemáticas | Historia          |
| 10:15-10:35       | pausa       | pausa    | pausa             | pausa       | pausa             |
| 10:35-11:20       | Astronomía  | Química  | Alemán            | Inglés      | Ciencias Sociales |
| 11:30-12:15       | pausa       | pausa    | pausa             | pausa       | pausa             |
| 12:30-13:10 p. m. | Alemán      | Economía | Ciencias Sociales | Alemán      | Inglés            |
| 12:05-12:50 p. m. | Matemáticas | Historia | Ética             | Arte        | Matemáticas       |
| 13:30-14:15 p. m. | -           | -        | Música            | -           | -                 |
| 15:00-15:45 p. m. | Deportes    | -        | -                 | -           | -                 |
| 15:45-16:30 p. m. | Deportes    | -        | -                 | -           | -                 |

Este horario es el de la Realschule de la ciudad de Delitzsch, en Sajonia. En los estados del Este, las escuelas imparten astronomía desde la Grundschule por motivos históricos. Los horarios y materias varían según el estado en cada Realschule.

#### Sector secundario II
Dependiendo del sistema escolar de cada estado, en los grados 11-12, 11-13 o 12-13, cada alumno tiene la posibilidad de escoger su propio horario. Es obligatorio que cada estudiante tome tres/dos asignaturas de nivel superior (Leistungskurse), las cuales son impartidas durante cinco horas a la semana. El resto de asignaturas (Grundkurse) se imparten solo durante tres horas a la semana. La oferta de asignaturas varía de colegio a colegio y además las reglas para escoger son diferentes. Por lo general, Matemáticas, Inglés, Alemán, una ciencia natural, Deportes y Religión son obligatorios y los alumnos pueden tan solo elegir el grado de dificultad. Durante el sector secundario II, ya no existen clases y más bien cada materia tiene alumnos diferentes de la misma generación. Muchos colegios ofrecen además materias novedosas para los alumnos como Psicología, Ciencias Políticas y Economía. También hay la posibilidad de que, en colegios más pequeños, algunas asignaturas se ofrezcan en conjunto con el Gymnasium de la ciudad vecina y los adolescentes tienen que trasladarse en esos casos al colegio vecino.
El siguiente es un ejemplo de un Gymnasium en Baden-Wurtemberg.
| Hora        | Lunes     | Martes      | Miércoles | Jueves      | Viernes    |
| ----------- | --------- | ----------- | --------- | ----------- | ---------- |
| 08:00-08:45 | Español   |             | Química   |             | Psicología |
| 08:50-09:35 | Español   | Biología    | Química   |             | Psicología |
| 09:50-10:35 | Arte      | Matemáticas | Español   | Matemáticas | Química    |
| 10:40-11:25 | Arte      | Matemáticas | Español   | Matemáticas | Química    |
| 11:35-12:20 | Geografía | Alemán      | Historia  | Inglés      | Biología   |
| 12:25-13:10 | Geografía | Alemán      | Historia  | Inglés      | Coro       |
| 13:10-13:55 |           |             |           |             |            |
| 14:00-14:45 |           | Inglés      | Religión  |             |            |
| 14:50-15:35 |           | Inglés      | Religión  |             |            |
| 15:50-16:35 |           |             | Alemán    |             |            |
| 16:40-17:25 | Deportes  |             | Alemán    |             |            |
| 17:30-18:15 | Deportes  |             |           |             |            |

## Organización
La educación escolar es en Alemania responsabilidad de los estados federados (Länder) y parte de su soberanía garantizada por la constitución (Kulturhoheit). El Kultusministerium (Ministerio de Educación y Cultura) es el encargado de la contratación de los profesores. La mayoría de los profesores son empleados públicos de por vida, una posición muy codiciada en el mercado laboral.
La función del consejo de padres de familia es opinar sobre los temas escolares ante la administración.
Cada grado elige un Klassensprecher (representante o presidente) entre los alumnos y en caso de que se elijan dos, siempre se elige un chico y una chica. Los presidentes de todos los grados se reúnen en un Schülerrat (Consejo Estudiantil) varias veces al año. Entre los representantes los estudiantes eligen la directiva del Consejo Estudiantil. Este Schülerrat se ocupa de organizar fiestas escolares, competencias deportivas y actividades similares para sus compañeros.
Para una escuela de tamaño regular, de aproximadamente 600-800 estudiantes, suele haber dos conserjes y una secretaria en la parte administrativa. La administración de la escuela es competencia de los profesores.

## Sector terciario

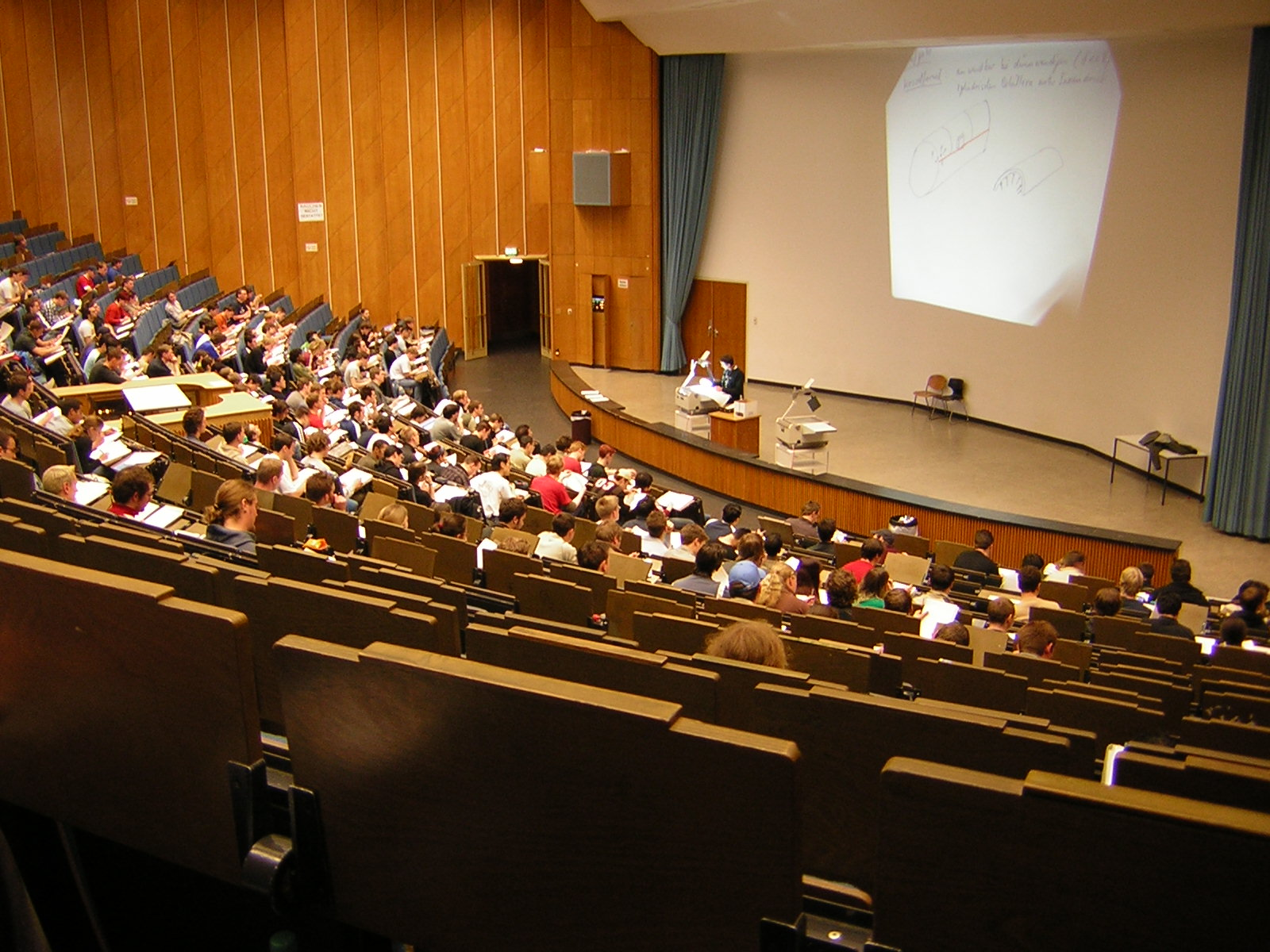
Alumnos atendiendo al profesor en la Universidad de Aquisgrán.

La Fachhochschule (Universidad de Ciencias Aplicadas) y la Universidad conforman el sector terciario del sistema educativo alemán. El Studienkolleg forma también parte del sector terciario para extranjeros.
En total existen 400 universidades y Fachhochschulen en Alemania, la mayoría de las cuales son públicas. Los pocos centros de educación superior que no son del Estado se encuentran en manos de la Iglesia o de entes privados. De esas 400, 215 son Fachhochschulen y 52 son Universidades de Artes. El 29% de los estudiantes se educa en una Fachhochschule, el 2% en una Universidad de Artes y el 69% en una universidad tradicional.
Las universidades públicas de Alemania generalmente son gratuitas para todos los estudiantes, con algunas excepciones. Las universidades privadas suelen cobrar entre 7.000€ y 15.000€ al año por sus maestrías.
La tarea fundamental de las universidades tradicionales es la investigación y la creación de nuevo conocimiento a través de la ciencia. La docencia ocupa un papel secundario que hoy en día se intenta reforzar. Las universidades se organizan en facultades y centros independientes, por ejemplo de idiomas, deportes y soft skills.
El Estado alemán garantiza a los estudiantes con bajos recursos económicos la financiación del estudio a través de un crédito conocido como Bafög. Además, un sinnúmero de asociaciones ofrece becas para alumnos con calificaciones excelentes. Sin embargo, estas no son suficientes y tan solo un mínimo porcentaje de estudiantes tiene una beca.
En el año 2008 (semestre de verano) estudiaban en Alemania 1,9 millones de estudiantes. Según los cálculos más recientes, este número va a duplicarse hasta 2011. Para poder inscribirse en una universidad, es necesario tener el Abitur, el Fachabitur o en el caso de los extranjeros haber visitado con éxito el Studienkolleg.